# Brookstreet Pictures
Brookstreet Pictures és una productora de cinema amb oficines a Beverly Hills, Califòrnia. i Kanata, Ontario. Fundada per Trevor Matthews el 2004, l'empresa produeix i finança pel·lícules.

## Filmografia
- Street Soldier[2] (2013)
- Old West (2010)
- The Shrine (2010)
- Jack Brooks: Monster Slayer (2007)
- Moment of Truth (2007)
- The Other Celia (2005)
- Still Life (2005)
- Teen Massacre (2004)